# ایرشن
ایرشن (به آلمانی: Irschen) یک منطقهٔ مسکونی در اتریش است که در ناحیه اشپیتال آن در دراو واقع شده‌است. ایرشن ۲٬۰۸۹ نفر جمعیت دارد.